# Eurytoma nox
Eurytoma nox är en stekelart som beskrevs av Girault 1928. Eurytoma nox ingår i släktet Eurytoma och familjen kragglanssteklar. Inga underarter finns listade i Catalogue of Life.